# Datis Nuperrime

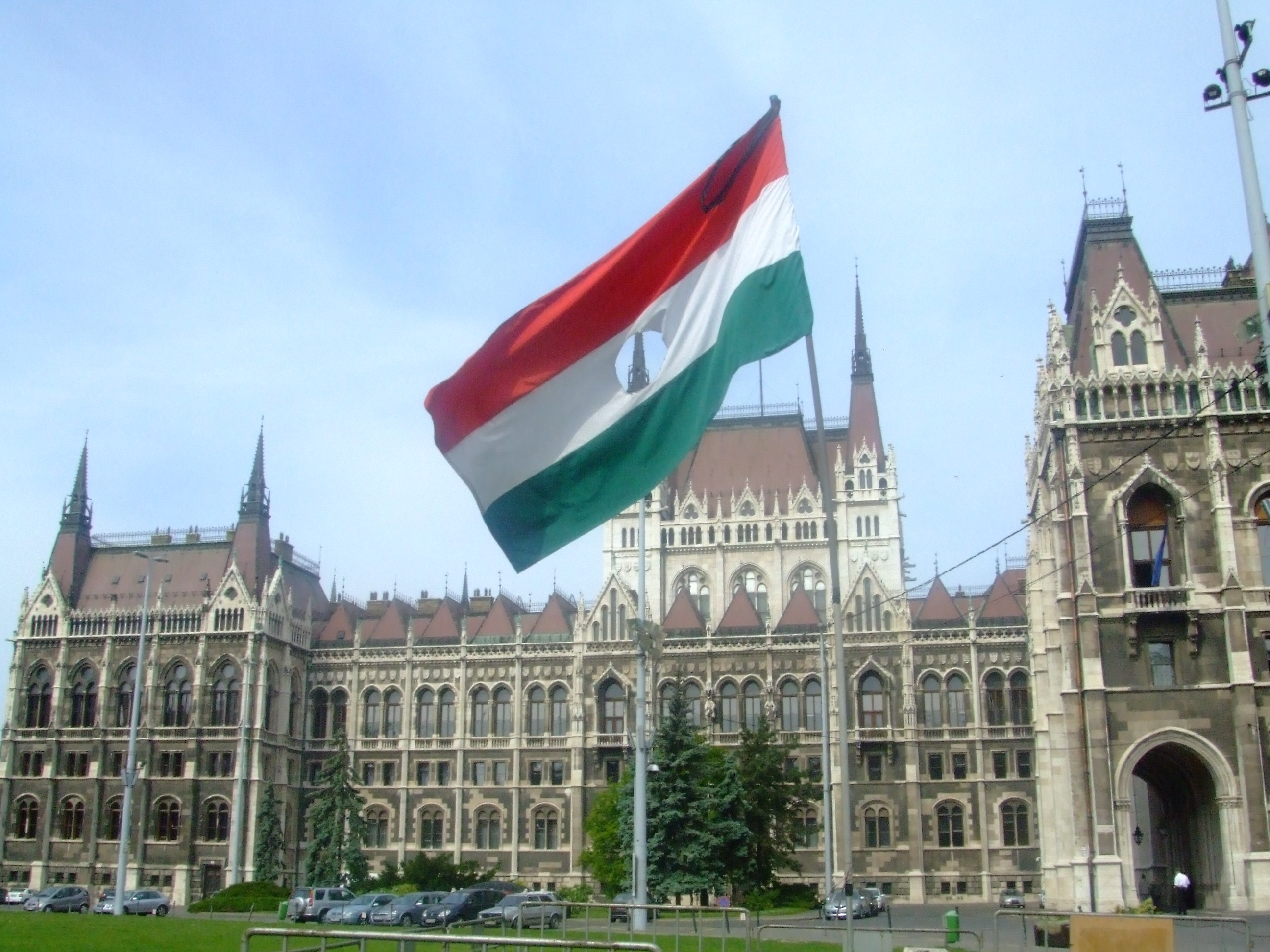
De Hongaarse revolutionaire vlag voor het parlementsgebouw in Boedapest, ter nagedachtenis aan de opstand van 1956

Datis Nuperrime (Latijn voor Een nieuwe dageraad) is een - korte - encycliek die paus Pius XII op 5 november 1956 uitvaardigde met als onderwerp het neerslaan van de Opstand in Hongarije door de Sovjet-Unie. De paus had vier dagen hiervoor al een encycliek uitgevaardigd - Laetamur Admodum waarin hij zijn vreugde had uitgesproken over de - als een gevolg van de opstand - bevrijding van de Hongaarse aartsbisschop József Mindszenty, maar de berichten die de paus nu hebben bereikt, ontnemen hem het optimisme dat er voor de Hongaren een nieuwe dageraad is aangebroken. De inval van de Russische troepen en het neerslaan van de opstand dwingen deze droevige gebeurtenissen tenminste te betreuren en scherp te veroordelen
De paus verklaart een tegenstander te zijn van elke vorm van geweld en spoort alle volkeren en sociale klassen aan tot vrede. In het bijzonder richt de paus zich met een bede tot God:
Moge, zo smeken Wij ootmoedig, Onze allerbarmhartigste Verlosser het hart treffen van degenen, die verantwoordelijk zijn voor deze gang van zaken, zodat eindelijk toch een einde zal komen aan het onrecht, elk geweld zal worden bedwongen en alle volkeren, met elkander verzoend, in een sfeer van ongestoorde rust zullen samenleven.
Ook smeekt de paus om het eeuwig leven voor degenen die onder deze droevige omstandigheden zijn gedood.